# Plagiobrissus africanus
Plagiobrissus africanus is een zee-egel uit de familie Brissidae.
De wetenschappelijke naam van de soort werd in 1871 gepubliceerd door Addison Emery Verrill.